# Сантьяго Джентілетті
Сантьяго Джентілетті (ісп. Santiago Gentiletti, нар. 9 січня 1985, Санта-Фе) — аргентинський футболіст, центральний захисник клубу «Дженоа».
Дворазовий чемпіон Аргентини. Володар Кубка Лібертадорес. 

## Ігрова кар'єра
Народився 9 січня 1985 року в місті Санта-Фе. Вихованець футбольної школи клубу «Хімнасія і Есгріма». Дорослу футбольну кар'єру розпочав 2004 року в основній команді того ж клубу, в якій провів чотири сезони, взявши участь у 53 матчах чемпіонату. 
Протягом 2008-2009 років на умовах оренди грав у Чилі, спочатку за «Провінсіаль Осорно», а згодом за «О'Хіггінс». 
На початку 2010 року повернувся на батьківщину, ставши гравцем «Аргентинос Хуніорс», в якому відразу отримав постійне місце в основному складі команди Клаудіо Боргі. Сезон 2011/12 провів у Франції, граючи на умовах оренди за «Брест». Повернення з оренди на батьківщину було знову пов'язане зі зміною клубу —влітку 2012 року Сантьяго став гравцем «Сан-Лоренсо», З новою командою спочатку виграв національний чемпіонат, а за рік — Кубок Лібертадорес.
У серпні 2014 року вдруге подався до Європи, уклавши контракт з римським «Лаціо». У складі римлян став резервним гравцем центру захисту, провівши протягом дебютного сезону в усіх турнірах лише 6 ігор. Наступного сезону виходив на поле значно частіше, утім ключовою фігурою у захисті римлян так й не став.
18 липня 2016 року перейшов до «Дженоа».

## Статистика виступів

### Статистика клубних виступів
| Сезон                          | Команда                        | Чемпіонат                      | Чемпіонат | Чемпіонат | Національний кубок | Національний кубок | Національний кубок | Континентальні кубки | Континентальні кубки | Континентальні кубки | Інші змагання | Інші змагання | Інші змагання | Усього | Усього |
| Сезон                          | Команда                        | Ліга                           | Ігор      | Голів     | Ліга               | Ігор               | Голів              | Ліга                 | Ігор                 | Голів                | Ліга          | Ігор          | Голів         | Ігор   | Голів  |
| ------------------------------ | ------------------------------ | ------------------------------ | --------- | --------- | ------------------ | ------------------ | ------------------ | -------------------- | -------------------- | -------------------- | ------------- | ------------- | ------------- | ------ | ------ |
| 2004–05                        | «Хімнасія і Есгріма»           | ПД                             | 5         | 0         | -                  | -                  | -                  | -                    | -                    | -                    | -             | -             | -             | 5      | 0      |
| 2005–06                        | «Хімнасія і Есгріма»           | ПД                             | 14        | 1         | -                  | -                  | -                  | -                    | -                    | -                    | -             | -             | -             | 14     | 1      |
| 2006–07                        | «Хімнасія і Есгріма»           | ПД                             | 21        | 0         | -                  | -                  | -                  | ПК+КЛ                | 0+4                  | 0+0                  | -             | -             | -             | 25     | 0      |
| 2007–08                        | «Хімнасія і Есгріма»           | ПД                             | 13        | 0         | -                  | -                  | -                  | -                    | -                    | -                    | -             | -             | -             | 13     | 0      |
| Усього за «Хімнасія і Есгріма» | Усього за «Хімнасія і Есгріма» | Усього за «Хімнасія і Есгріма» | 53        | 1         |                    | -                  | -                  |                      | 4                    | 0                    |               | -             | -             | 57     | 1      |
| 2008                           | «Провінсіаль Осорно»           | ПД                             | 6         | 0         | КЧ                 | 2                  | 1                  | -                    | -                    | -                    | -             | -             | -             | 8      | 1      |
| 2009                           | «О'Хіггінс»                    | ПД                             | 30        | 0         | КЧ                 | 1                  | 1                  | -                    | -                    | -                    | -             | -             | -             | 31     | 1      |
| січ.-черв. 2010                | «Аргентинос Хуніорс»           | ПД                             | 16        | 1         | -                  | -                  | -                  | -                    | -                    | -                    | -             | -             | -             | 16     | 1      |
| 2010–11                        | «Аргентинос Хуніорс»           | ПД                             | 34        | 1         | -                  | -                  | -                  | ПК+КЛ                | 2+6                  | 0+0                  | -             | -             | -             | 42     | 1      |
| Усього «Аргентинос Хуніорс»    | Усього «Аргентинос Хуніорс»    | Усього «Аргентинос Хуніорс»    | 50        | 2         |                    | -                  | -                  |                      | 8                    | 0                    |               | -             | -             | 58     | 2      |
| 2011–12                        | «Брест»                        | Л1                             | 15        | 2         | КФ+КФЛ             | 1+1                | 0+0                | -                    | -                    | -                    | -             | -             | -             | 17     | 2      |
| 2012–13                        | «Сан-Лоренсо»                  | ПД                             | 25        | 1         | КА                 | 5                  | 0                  | -                    | -                    | -                    | -             | -             | -             | 30     | 1      |
| 2013–14                        | «Сан-Лоренсо»                  | ПД                             | 26        | 1         | КА                 | 1                  | 0                  | ПК+КЛ                | 2+14                 | 0+1                  | -             | -             | -             | 43     | 2      |
| Усього за «Сан-Лоренсо»        | Усього за «Сан-Лоренсо»        | Усього за «Сан-Лоренсо»        | 51        | 2         |                    | 6                  | 0                  |                      | 16                   | 1                    | -             | -             | -             | 73     | 3      |
| 2014–15                        | «Лаціо»                        | A                              | 5         | 1         | КІ                 | 1                  | 0                  | -                    | -                    | -                    | -             | -             | -             | 6      | 1      |
| 2015–16                        | «Лаціо»                        | A                              | 19        | 0         | КІ                 | 0                  | 0                  | ЛЧ+ЛЄ                | 2+5                  | 0+0                  | СІ            | 1             | 0             | 27     | 0      |
| Усього за «Лаціо»              | Усього за «Лаціо»              | Усього за «Лаціо»              | 24        | 1         |                    | 1                  | 0                  |                      | 7                    | 0                    |               | 1             | 0             | 33     | 1      |
| 2016–17                        | «Дженоа»                       | A                              | 15        | 0         | КІ                 | 2                  | 0                  | -                    | -                    | -                    | -             | -             | -             | 17     | 0      |
| 2017–18                        | «Дженоа»                       | A                              | 4         | 0         | КІ                 | 3                  | 0                  | -                    | -                    | -                    | -             | -             | -             | 7      | 0      |
| Усього за «Дженоа»             | Усього за «Дженоа»             | Усього за «Дженоа»             | 19        | 0         |                    | 5                  | 0                  |                      |                      |                      |               |               |               | 24     | 0      |
| Усього за кар'єру              | Усього за кар'єру              | Усього за кар'єру              | 246       | 8         |                    | 17                 | 2                  |                      | 35                   | 1                    |               | 1             | 0             | 299    | 11     |

## Титули і досягнення
- Чемпіон Аргентини (2):

«Аргентинос Хуніорс»:  Клаусура 2010
«Сан-Лоренсо»: Інісіаль 2013
- Володар Кубка Лібертадорес (1):

«Сан-Лоренсо»: 2014